# 柴井線
柴井線（シジョンせん）は、朝鮮民主主義人民共和国平壌直轄市兄弟山区域にある間里駅から平安南道大同郡にある柴井駅までを結ぶ鉄道路線である。

## 歴史
- 1995年4月12日 - 全線電化[1]。

## 路線データ
- 路線距離：間里 - 柴井間8.0km
- 駅数：2（両端駅を含む）
- 軌間：1435mm
- 電化区間：全線（直流3000V）
- 複線区間：なし

## 駅一覧
| 駅名   | 駅名   | 駅名   | 駅間キロ (km) | 累計キロ (km) | 接続路線                     | 所在地                |
| 日本語 | 朝鮮語 | 英語   | 駅間キロ (km) | 累計キロ (km) | 接続路線                     | 所在地                |
| ------ | ------ | ------ | ------------- | ------------- | ---------------------------- | --------------------- |
| 間里駅 | 간리역 | Kalli  | 0.0           | 0.0           | 北朝鮮鉄道省：平義線・平羅線 | 平壌直轄市 兄弟山区域 |
| 柴井駅 | 시정역 | Sijŏng | 8.0           | 8.0           |                              | 平安南道 大同郡       |

## 参考資料
- 国分隼人（2007年）. 『将軍様の鉄道 北朝鮮鉄道事情』, 新潮社. ISBN 9784103037316